# Durward Street
Durward Street tidligere Buck's Row, er en gade i Whitechapel, London.
I den tidlige morgen 31. august 1888, blev liget af Mary Ann Nichols også kendt som "Polly", fundet liggende død på fortovet i den sydlige del af Buck's Row. Hun anses generelt som det første Jack the Ripper-offer. Da sagen tiltrak meget uønsket opmærksomhed til gaden, blev den omdøbt til Durward Street samme år som mordet.
51°31′N 0°04′V / 51.52°N 0.06°V